# Gerd Gies

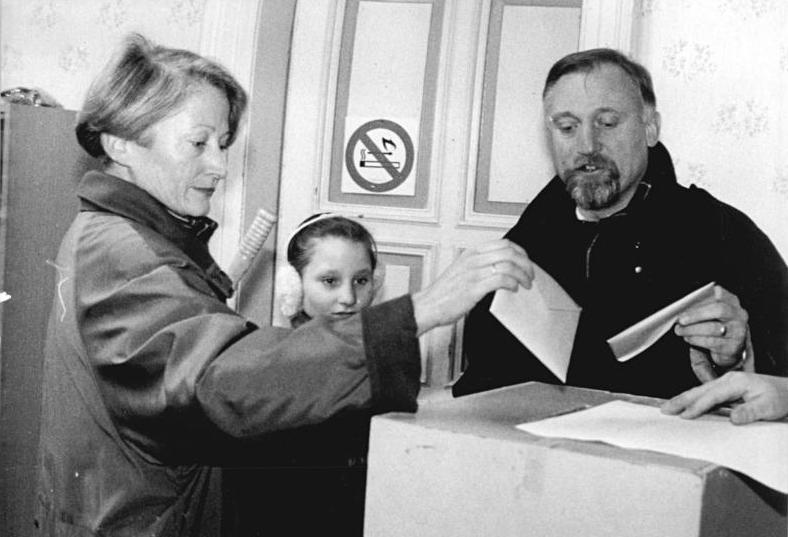
Gerd Gies vid valet till förbundsdagen 1990

Gerd Gies, född 24 maj 1943 i Stendal, är en tysk politiker (CDU) och var den förste ministerpresidenten i Sachsen-Anhalt efter delstatens nybildande 1990. Han avgick 4 juli 1991 efter anklagelser om tidigare stasi-samarbete. Under senare år har han suttit i styrelsen för olika energiföretag.